# Eben E. Rexford
Eben Eugene Rexford, född 1848 i Wisconsin, USA död där 1916, var en amerikansk sångtextförfattare.

## Sånger
- O, var är det folk som på Andens bud (översatt till svenska 1900 av Anna Ölander)
- Silver Threads Among the Gold (kompositör Hart Pease Danks; (översatt som Silvertrådar i ditt gyllne hår av Harry Iseborg )
- Silver Threads Among the Gold (kompositör Hart Pease Danks; fristående svensk text som Varför skola mänskor strida av Emil Norlander med textbearbetning 1915 av Valdemar Dalquist)